# Елгарии
Елгарии (лат. Elgaria) — род ящериц семейства веретеницевых. В нём 6—8 видов со множеством подвидов, обитающих в Мексике и на юго-западе США.

## Виды
- Elgaria coerulea
- Elgaria kingii
- Elgaria multicarinata
- Панаминтская елгария (Elgaria panamintina)
- Elgaria paucicarinata
- Elgaria velazquezi